# Sisikottos
Sisikottos (altgriechisch Εισίκοττος, latinisiert Sisicottus) war ein indischer Heerführer des 4. Jahrhunderts v. Chr., der sich Alexander dem Großen in Baktrien anschloss.
Sisikottos schloss sich zunächst Bessos an, dem persischen Satrapen von Baktrien. Als Bessos nach dem Tod des persischen Großkönigs Dareios III. vor Alexander floh, schloss sich Sisikottos Alexander an. Er leistete Alexander offenbar gute Dienste, denn dieser ernannte ihn zum Kommandanten der von ihm eroberten nordindischen Festung Aornos. Als solcher stand er unter der Aufsicht Nikanors, des Satrapen von Gandhara. Als dieser 326 v. Chr. bei einem Aufstand getötet wurde, meldete Sisikottos dies an Alexander.
Sisikottos ist eine griechische Deutung eines indischen Namens. Der Name lautete auf Sanskrit wahrscheinlich Çaçigupta (auch als Sasigupta transkribiert; Prakrit Sasigutta), was so viel wie „vom Mondgott (Chandra, zuweilen auch Shashin genannt) beschützt“ bedeutet. Eine andere Deutung wäre Çiçugupta, „vom Kind beschützt“. Aufgrund der Namensähnlichkeit wurde er teilweise mit Chandragupta Maurya identifiziert, einem wichtigen indischen Herrscher, was aber in der Forschung bisher nicht allgemein akzeptiert ist.
Eine andere Stelle bei Arrian, die aufgrund einer Konjektur zuweilen auf Sisikottos bezogen wurde, handelt wahrscheinlich nicht von ihm, sondern von einem Sisikos.